# Liis Lemsalu
Liis Lemsalu (Pärnu, 20 ottobre 1992) è una cantante estone.

## Biografia
Originaria di Pärnu e figlia dell'ex giocatore di calcio professionista Marek Lemsalu, è salita al grande pubblico nel 2011 dopo la sua partecipazione alla quarta stagione dell'Eesti otsib superstaari, dove è stata dichiarata vincitrice, ottenendo un contratto discografico con la divisione baltica della Universal. L'anno successivo si è laureata presso il Nõmme Gymnasium di Tallinn. Grazie al primo album in studio eponimo ha ottenuto tre candidature agli Eesti Muusikaauhinnad, il principale riconoscimento musicale estone, riuscendo a trionfare nella categoria di artista femminile dell'anno.
Nel 2017 è stato messo in commercio il secondo disco dell'artista +1, che è stato accolto con sette stelle su dieci da Siim Nestor in una recensione per Eesti Ekspress e ha garantito alla cantante la vittoria nelle categorie di artista femminile dell'anno e album pop dell'anno agli EMA, oltre a produrre il singolo Sinu ees, candidato alla miglior canzone dell'anno. Due anni dopo ha conquistato la sua prima entrata nella Eesti Tipp-40 grazie a Kehakeel, che ha esordito alla 22ª posizione. Il successo ottenuto nello stesso anno le ha fruttato un premio come artista pop dell'anno su tre candidature agli EMA. L'anno seguente ha inciso come artista ospite insieme a Avoid Dave il singolo Magad vä? di Reket, che è divenuta la prima numero uno per tutti e tre gli interpreti nella hit parade dei singoli estone.
Nel 2021 ha iniziato a lavorare per la Warner Baltics, rendendo disponibile il singolo Magusvalus. L'anno successivo ha condotto insieme a Daniel Levi Viinalass gli Eesti Muusikaauhinnad, contendendosi due premi nella serata.

## Discografia
- 2011 – Liis Lemsalu
- 2017 – +1

## Riconoscimenti
- Eesti Muusikaauhinnad
  - 2012 – Candidatura all'Album di debutto dell'anno per Liis Lemsalu[6]
  - 2012 – Artista femminile dell'anno[6]
  - 2012 – Candidatura all'Album pop dell'anno per Liis Lemsalu[6]
  - 2017 – Candidatura alla Miglior canzone dell'anno per Sinu ees[8]
  - 2018 – Candidatura all'Album dell'anno per +1[7]
  - 2018 – Artista femminile dell'anno per +1[7]
  - 2018 – Album pop dell'anno per +1[7]
  - 2020 – Artista pop dell'anno[10]
  - 2020 – Candidatura all'Artista femminile dell'anno[10]
  - 2020 – Candidatura all'Artista dell'anno[10]
  - 2022 – Candidatura all'Artista dell'anno[15]

- Kids' Choice Awards
  - 2022 – Candidatura all'Influencer estone preferito[16]